# Аврамов, Воин Васильевич
Во́ин Васи́льевич Авра́мов (конец XVI — XVII век) — подьячий Русского государства. Подробности биографии неизвестны. 
Неоднократно упоминается в исторических документах: в 1615/16 годах в качестве дозорщика Венёвского уезда вместе с Гаврилой Федосеевым; в 1624—1626 годах — как писец посадов Боровска, Вереи и Тарусы вместе с Иваном Петровичем Турским; в июле 1627 года — в качестве подьячего Холопьего приказа.